# Стив Џобс (филм)
Стив Џобс (енгл. Steve Jobs) америчка је биографска драма из 2015. редитеља Денија Бојла за коју је сценарио написао Арон Соркин по мотивима из књиге Стив Џобс Волтера Ајзаксона.
Развој је почео 2011. године након што су стечена права на Ајзаксонову књигу. Снимање је почело у јануару 2015. Разматрани су различити глумци и глумци пре него што је Фасбендер на крају преузео улогу. Монтажа је била опсежна на пројекту, а монтажер Елиот Грахам је почео док се филм још снимао. Данијел Пембертон је служио као композитор, са фокусом на поделу партитуре на три препознатљива дела.
Стив Џобс је премијерно приказан на филмском фестивалу у Телурду 2015. 5. септембра 2015. и почео је ограничено издавање у Њујорку и Лос Анђелесу 9. октобра 2015. Отворен је широм земље у Сједињеним Државама 23. октобра 2015. уз похвале критике, визуелни стил, Соркинов сценарио и глума Фасбендера и Винслет набрајају похвале. Међутим, то је било финансијско разочарење, зарадивши 34 милиона долара широм света у односу на буџет од 30 милиона долара. Људи блиски Џобсу као што су Стив Вознијак и Џон Скали похвалили су наступе, али је филм добио и критике због историјске нетачности. Винслет је освојила Златни глобус и БАФТА награду за најбољу споредну глумицу, а Соркин је освојио награду Златни глобус за најбољи сценарио на 73. Златним глобусима, док су Фасбендер и Винслет добили номинације за најбољег глумца и најбољу споредну глумицу, на 88. додели Оскара.

## Радња
Године 1984. гласовни демо Мекинтош 128К не успева мање од сат времена пре него што је представљен у Флинт Центру. Суоснивач Епла Стив Џобс захтева од инжењера Ендија Херцфелда да то поправи, претећи да ће га јавно умешати у заслуге за презентацију ако то не учини. Херцфелд коначно предлаже лажирање демонстрације помоћу прототипа Мекинтош 512К рачунара.
Џобс се изјашњава извршној директорки маркетинга Џоани Хофман о чланку у часопису Тајм који разоткрива његов спор око очинства са бившом девојком Крисен Бренан – он пориче да је отац Бренанове петогодишње ћерке Лисе. Бренан долази са Лисом да се суочи са њим – огорчена је због његовог порицања и његовог одбијања да је подржи упркос његовом богатству. Џобс се повезује са Лисом због њене МацПаинт уметности и пристаје да обезбеди више новца и кућу. Суоснивач Стив Вознијак тражи од Џобса да ода признање Епл II тиму у својој презентацији, али Џобс сматра да помињање рачунара (који сматра застарелим) није мудро.
До 1986. године, након очигледног неуспеха Мекинтоша, Џобс је основао нову компанију, NeXT. Пре него што је NeXT компјутер представљен 1988. године, проводи време са деветогодишњом Лисом. Међутим, његов однос са Бренан је и даље напет – оптужује је за неодговорно понашање и да је искористила Лису да добије новац од њега. Вознијак стиже и предвиђа да ће NeXT бити још један неуспех. Џобс га супротставља због његове јавне критике на рачун њега, а Вознијак доводи у питање Џобсов допринос историји рачунарства. Џобс брани своју улогу диригента који режира „музичаре“ попут Вознијака.
Извршни директор компаније Епл Џон Скали захтева да зна зашто свет верује да је отпустио Џобса – Џобса је заправо избацио одбор Епла, који је био одлучан да ажурира Епл II након слабе продаје Мекинтоша. Упркос Скалијевим упозорењима, Џобс је критиковао одлуку и усудио их да дају коначно гласање о његовом мандату. Након што Хофман и Џобс разговарају о нејасном правцу NeXT-а, она схвата да је Џобс дизајнирао рачунар да наведе Епл да купи компанију и врати га на посао.
До 1998. године, Епл је отпустио Скалија, купио NeXT и именовао Џобса за извршног директора, а Џобс се спрема да представи iMac. Одушевљен је Хофмановом снажним комерцијалним прогнозама, али бесан што је Лиса дозволила својој мајци да прода кућу коју је Џобс купио за њих. Хофман подсећа Џобса да је претио да ће Лиси ускратити школарину за факултет, а Херцфелд признаје да је платио Лисину школарину и предложио јој да иде на терапију. Вознијак поново тражи да Џобс призна Епл II тим током презентације, и поново одбија.
Скали долази у тајности и њих двоје се поправљају. Џобс и Скали разговарају о Џобсовом животу као усвојеном детету, а Џобс признаје да његова потреба за контролом произилази из његовог осећања немоћи када је одустао. По Хофманином налогу, Џобс се извињава Лиси за своје грешке и прихвата да је он њен отац, признајући да је „лоше направљен“. Он признаје Лиси да је "Лиса" заправо добила име по њој. Он такође обећава Лиси да ће ставити још музике у њен џеп када види њен вокмен. Лиса гледа свог оца како излази на сцену да представи iMac.

## Улоге
| Глумац           | Улога          |
| ---------------- | -------------- |
| Мајкл Фасбендер  | Стив Џобс      |
| Кејт Винслет     | Џоана Хофман   |
| Сет Роген        | Стив Вознијак  |
| Џеф Данијелс     | Џон Скали      |
| Кетрин Вотерстон | Крисен Бренан  |
| Мајкл Сталбарг   | Енди Херцфелд  |
| Макензи Мос      | Рипли Собо     |
| Сара Снук        | Енди Канингам  |
| Адам Шапиро      | Иви Теванијан  |
| Џон Ортиз        | Џоел Форцајмер |
| Стен Рот         | Џорџ Коутс     |

## Продукција

### Развој
Сони је купио права на књигу у октобру 2011. године, ангажујући Арона Соркина да је адаптира. У новембру 2011. се причало да ће Џорџ Клуни и Ноа Вајл (који је раније глумио Џобса у ТВ филму Пирати из Силицијумске долине) из 1999. године бити разматрани за насловну улогу. У мају 2012, Соркин је званично потврдио да пише сценарио, и затражио је помоћ Стива Вознијака, за историјску тачност.
Након што је Соркин завршио сценарио у јануару 2014, развој пројекта је почео да се захуктава када је Дејвид Финчер ушао у преговоре о режији филма, са Финчером који је изабрао Кристијана Бејла као свог избора за Џобса. Међутим, у априлу 2014. Финчер је напустио пројекат због уговорних спорова. Дени Бојл је тада ангажован да режира, а Леонардо Дикаприо је у разговорима за улогу. У октобру 2014. године је Дикаприо одустао, а разматрали су се Бејл, Мет Дејмон, Бен Афлек и Бредли Купер.
Натали Портман је ушла у преговоре за улогу у новембру 2014, али се у децембру исте године повукла. У међувремену, Џеф Данијелс је започео преговоре за улогу, а Мајкл Сталбарг се придружио глумачкој екипи као Енди Херцфелд.

### Снимање
Главно снимање почело је 16. јануара 2015. у Џобсовој кући из детињства у Лос Алтосу, са додатним сценама снимљеним широм залива Сан Франциска. Продукција се затим преселила у Беркли 23-24. јануара 2015. (у ресторану на Колеџ авенији у округу Елмвуд). Снимање је настављено 29. јануара 2015. у Флинт Центру, колеџу Де Анза (место првобитног откривања Мекинтоша 1984. године). Крајем фебруара, продукција се преселила у Сан Франциско. Снимање је завршено 10. априла 2015, након ноћног снимања у области залива Сан Франциска.

## Пријем
На агрегатору рецензија Rotten Tomatoes, филм има оцену одобравања од 85% на основу 312 рецензија, са просечном оценом 7,70/10. Критички консензус веб-сајта гласи: „Попут технолошког гиганта чији је суоснивач његов субјект, Стив Џобс окупља бриљантне људе да испоруче производ чија елеганција побија замршену сложеност у својој сржи”. На Метакритик-у, филм има просечну оцену од 82 од 100, на основу 45 рецензија, што указује на „универзално признање“.

### Историјска тачност
Дени Бојл, редитељ филма, говорећи о креативним слободама које је узео док је тумачио Стива Џобса, рекао је: „То је Шекспир радио. Он би узимао неке од чињеница о човеку моћи и много би погодио од остатка и управо сам се извукао тако што се заправо ухватио у коштац са човеком у њему. И то је оно што је дивно у вези са писањем, мислим да је то што признаје људе који нису волели Стива Џобса, људе које је повредио. Али на крају, он то доноси назад на веома једноставан однос оца и ћерке за који мора да призна да је направио неке од најлепших ствари на свету".
Новинар Волт Мосберг упоредио је Стива Џобса са филмом Орсона Велса Грађанин Кејн, који је лабаво заснован на животу Вилијама Рендолфа Херста. Мосберг је изјавио да иако су оба филма естетски добро развијена, Велс је створио измишљени скуп ликова како би разјаснио да је његов филм дело фикције. Насупрот томе, према Мосбергу (који је познавао Џобса 14 година), Соркинова одлука да користи стварна уместо измишљених имена умањује квалитет филма који изгледа као биографски филм, а ипак је дело фикције. Моссберг наводи да „Стив Џобс приказан у Соркиновом филму није човек кога сам познавао. Соркин је изабрао и преувеличао неке од најгорих аспеката Џобсовог карактера и да се фокусира на период његове каријере када је био млад и незрели [...] Било би као да сте снимили филм под називом ЈФК скоро у потпуности фокусиран на Кенедијево женскарење и политичка ривалства, а да нисте рекли ништа о грађанским правима и кубанској ракетној кризи. Соркин одлучује да заврши своју причу баш као што је Џобс спреман да покрене низ производа који мењају свет без преседана и да сазре у много ширег, љубазнијег менаџера и особу."